# اندرو هاو
اندرو هاو (به انگلیسی: Andrew Howe) (زادهٔ ۱۲ مهٔ ۱۹۸۵) ورزشکار دو و میدانی اهل ایتالیا است. رشتهٔ تخصصیِ او پرش طول است، اما در دوهای ۱۰۰ متر، ۲۰۰ متر، و ۴۰۰ متر نیز فعالیت کرده‌است.
اندرو هاو در مسابقات کشوری و بین‌المللی در مجموع برندهٔ چندین نشانِ طلا، نقره، و برنز شده‌است.